# Hydroporinae
Hydroporinae es una subfamilia de coleópteros adéfagos de la familia Dytiscidae. Hay, por lo menos 2 200 especies.

## Tribus
Tiene las siguientes tribus.
- Bidessini - Carabhydrini - Hydroporini - Hydrovatini - Hygrotini - Hyphydrini - Laccornini - Methlini - Vattelini[5]